# Martin Fickelscherer
Martin Fickelscherer (* 16. Oktober 1853 in Glauchau; † 20. Jahrhundert) war ein deutscher Schriftsteller und Oberlehrer.

## Leben und Werk
Fickelscherer besuchte die Volksschule in Glauchau und von 1868 bis 1874 das Gymnasium in der Stadt Zwickau. Danach studierte er bis 1877 Philologie an der Universität Leipzig, wo er im Juni 1877 zum Dr. phil. promoviert wurde und das philologische Staatsexamen im November 1877 bestand. Von Oktober 1877 bis April 1878 war er am Dr. Zeidlerschen Institut in Dresden tätig. Zugleich arbeitete er als Probelehrer an der dortigen Kreuzschule. Von Ende April bis Ende September 1878 war er Lehrer an der Realschule mit Progymnasium in Reichenbach im Vogtland. Im Anschluss wirkte er von Oktober 1878 bis Ostern 1889 am Realgymnasium in Chemnitz. Zu Ostern 1880 wechselte Fickelscherer als Lehrer, später als Oberlehrer an das Königlich Sächsische Gymnasium in Chemnitz.

## Schriften (Auswahl)
- De theoricis Atheniensium pecuniis commentatio. 1877 (Dissertation).
- Das Kriegswesen der Alten (= Kulturbilder aus dem klassischen Altertume. Band 4). Artur Seemann, Leipzig 1888 (archive.org).
- Paolo Manutio, der venetianische Buchdrucker und Gelehrte. J. C. F. Pickenhahn & Sohn, Chemnitz 1892.
- Pauli Manutii Epistulae selectae (= Bibliotheca scriptorum Graecorum et Romanorum Teubneriana.). Teubner, Leipzig 1892 (Latein, Ausgewählte Briefe von Paul Manutius).
- Ciceros vierte rede gegen Verres (von den Kunsträubereien). Ferdinand Schöningh, Paderborn 1894 (archive.org Für den Schulgebrauch erklärt).
- Virgils Äneide. (in Auswahl) B. G. Teubner, Leipzig 1896 (pbc.rzeszow.pl).
- Ovids Metamorphosen (Auswahl). Teubner, Leipzig 1903.